# チャンバワンバ

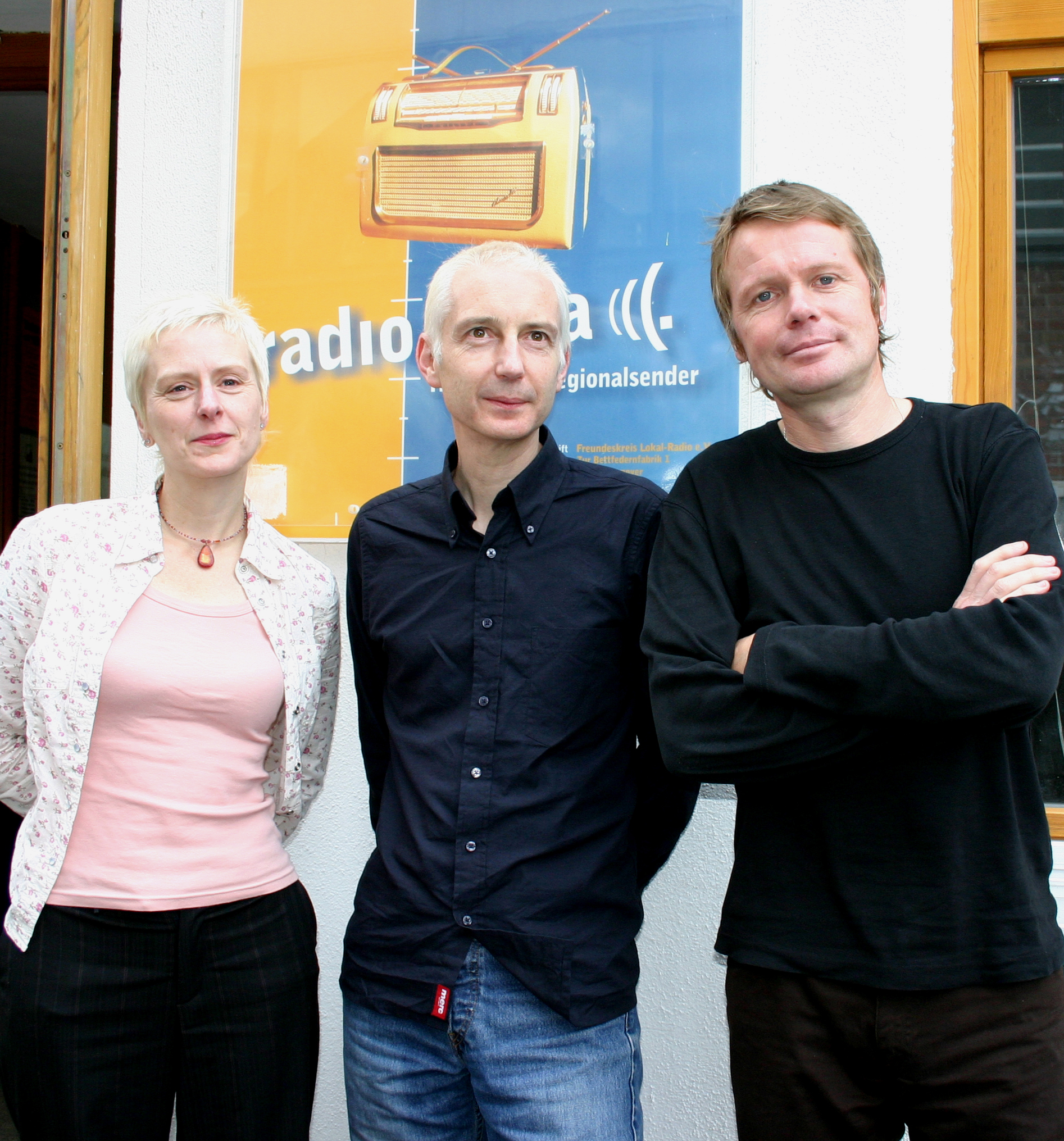
ジュード・アボット、ニール・ファーガソン、ボフ・ホエーリー（2005年）

チャンバワンバ（英: Chumbawamba）は、1980年代からイギリスで活動しているオルタナティヴ・ロック・バンド。代表曲は「タブサンピング」(Tubthumping) 。
アナーキストで反社会的なスタイルが特徴。音楽のジャンルはパンク・ロックから、フォーク、ダンスなど多数手がける。

## 来歴

### 初期
1982年にイングランド・ランカシャー州バーンリーでバンド「Chimp Eats Banana」の元メンバー（ボフ・ホエーリー、ダンバート・ノバコンら）で結成され、まもなくルー・ワッツが参加した。同年1月にコンピレーション・アルバムにトラック「Three Years Later」を提供したのが最初のリリースとなる。
音楽的にはザ・フォール、PIL、ワイヤー、アダム&ジ・アンツらの影響を受けており、クラスのような無政府主義的なスタンスを持っていた。初期にリリースしたもののうちSkin Disease名義のものが1つあり、それはオイ!をパロディ化している。その後、ダンスタン・ブルース、アリス・ナッター、ハリー・ハーマー、メイヴィス・ディロンをメンバーに加え、リーズにて不法占拠した建物で共同生活をしながら活動していた。1980年代にはアナーキー・パンクの最前線におり、不法占拠した建物や小さなホールで、動物の権利保障や反戦運動をテーマとしたギグをしばしば行った。

### Agit-Propレーベル時代
1980年代半ばにレーベル「Agit-Prop」を設立し、そこから1985年に最初のシングル「Revolution」をリリースした。この曲は全英インディー・チャートで4位を記録し、また同チャートに34週間もランクインするロングヒットとなった。ファースト・アルバムは1986年に発表された『Pictures of Starving Children Sell Records』で、ボブ・ゲルドフが中心となって活動していたライヴエイドが、世界中の飢餓の本当の原因は政治であることから目をそらすものだと批判する内容だった。
ジ・エックス(The Ex)（オランダのパンク・バンド）と共にヨーロッパ・ツアーを行い、共作としてAntidote名義でEP『Destroy Fascism!』をリリースした。
1987年に発表されたセカンド・アルバム『Never Mind the Ballots』は、イギリスの民主主義のあり方について疑問を含んだ内容で、当時の総選挙と同時に発売された。また、Scab Aid名義で楽曲「Let It Be」を発表し、この曲はフェリー・エイド（ビートルズの「レット・イット・ビー」を有名歌手らがチャリティーソングとしてカバーしたグループ）を揶揄する内容だった。
1988年のサード・アルバム『English Rebel Songs 1381-1914』は、これまでの音楽スタイルを全面に変えたもので、伝統的なフォーク・ソングを全面に押し出したものだった。このアルバムは、ドイツにおいて彼らの最大の売上を記録するものとなった。

### ワン・リトル・インディアン・レーベル時代
1980年代後半から1990年代前半にかけて、テクノ・ミュージックやレイヴ文化から影響を受け始め、最初の頃のアナーキー・パンクのスタイルを捨てた。その時代の発表作が、1990年のアルバム『Slap!』、1992年のアルバム『Shhh』（このアルバムは元々『Jesus H Christ』というアルバムだったが、他人の曲のフレーズをコピーしたため著作権問題をクリアできず、録り直しとなった）である。また、1990年には初めてのアメリカ・ツアーを行った。その頃には10,000枚のセールスが保証できるようになったため、日雇いの仕事を止め、フルタイムで音楽活動に従事できるようになった。
イギリスの雑誌『Face』がジェイソン・ドノヴァンを同性愛者であると報じたとき、チャンバワンバは「Jason Donovan - Queer As Fuck」と印刷したTシャツをシングル「Behave」に付録としてつけていた。
1993年にワン・リトル・インディアン・レーベルと契約すると、反政府的な主張の濃いアルバム『アナーキー』を1994年に発表した。このアルバムは全英アルバムチャートのトップ30に入るなど、この時点で最大のヒット作となり、シングルカットされた「Timebomb」「Enough Is Enough」も全英シングルチャートにチャートインした。1995年には初のライブ・アルバム『ショウビジネス〜チャンバワンバLIVE』をリリースした。この成功を受け、ワン・リトル・インディアンで過去のアルバムを再発売することになり、初期の3枚のアルバムが初めてCD形式で発売された。
1996年に発表したアルバム『スウィンギン・ウィズ・レイモンド』がセールス不振となると、ワン・リトル・インディアン・レーベルかは契約を解除された。そのためメンバーは、また日雇いの仕事をすることになった。

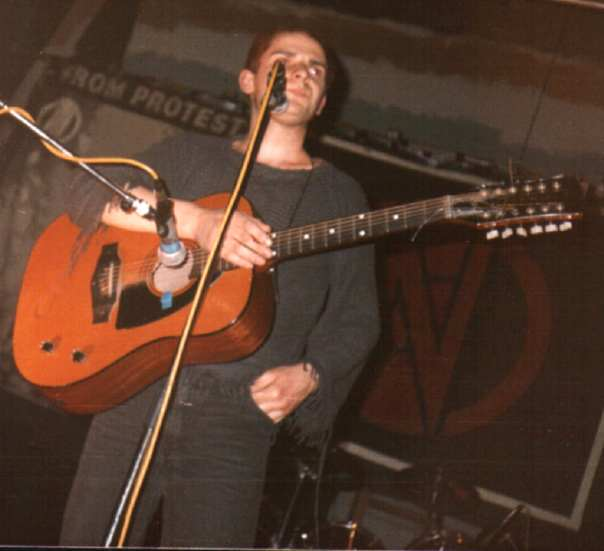
ダンバード・ノバコン（1986年）

### EMIレーベル時代
1997年に大手のレーベルEMIと契約したが、過去にEMIを非難していた（1989年に『Fuck EMI』というコンピレーション・アルバムに参加したことなど）ため、各所から批判を浴び、アナーキー・パンク・バンドであるオイ・ポロイは『anti-Chumbawamba』というアルバムを発表することさえした。チャンバワンバは、EMIと武器メーカーとの繋がりが数年前に切れたためであることを主張し、財政的にバンドが生きていける機会をもたらしたために契約したことをメッセージとして発表した。
チャンバワンバ最大のヒット曲「タブサンピング」（全英シングルチャート2位、全米シングルチャート6位）は、彼らの歌詞の中で最も非政治的なうちの1つである。この曲は労働者階級の歌で、貧困や不平等によってノックダウンされるにもかかわらず、楽しいひとときを過ごす一般人を称えるものである。日本国内で深夜に放送されていた音楽番組『BEAT UK』(フジテレビ)でもUKシングルチャートで1位を獲得した。次いでリリースした「記憶喪失」(Amnesia) は全英シングルチャート10位を記録。1998年に開催されたブリット・アワードに出演した際、「タブサンピング」の歌詞を労働党政権批判に変えてパフォーマンスし、バンド・メンバーのダンバード・ノバコンが、出席していたイギリス副首相ジョン・プレスコットの頭からバケツ1杯の水を浴びせる事件を起こした。メンバーのアリスがABCに出演した際に自分たちのアルバムを万引きするよう促す発言をし、彼らは数週間大きく報道された。大手レコード会社であるHMVとヴァージンは、万引きを防止するためにチャンバワンバのアルバムを棚から取り除き、カウンターの後ろに置いて販売する対応を行った。1998年には日本限定でミニ・アルバム『記憶喪失』(Amnesia) を発売した。このミニ・アルバムは「タブサンピング」と「記憶喪失」のカントリー＆ウエスタン・ヴァージョンを収録している。
ミレニアム記念として、限定版シングル「Tony Blair」を発売した。この曲は、すべての約束を破った元恋人に対して悲嘆する内容のバラードだった。バンドはさらに2年後、ビートルズの「ハー・マジェスティ」をカヴァーしたシングルを発表した。さらに2000年にはビージーズの「ニューヨーク炭坑の悲劇」のカヴァーを含むアルバム『ワッチュー・ゲット (WYSIWYG)』を発表。このアルバムからシングルカットされた「フレンズ (She's Got All the Friends That Money Can Buy)」のカップリング曲「Passenger List For Doomed Flight #1721」の歌詞は、消えてほしいと考えている人々を羅列した内容で、その中にはトニー・ブレア、アリー・マクビール（コメディ・ドラマ『アリー my Love』の主人公）、U2のボノ、ビル・ゲイツ、ビル・クリントンなども含まれている。

### MUTTレーベル時代
2001年にEMIから離れると、2002年にレーベル「MUTT」を設立。そこからフォーク･ミュージックにダンス・ビートを複合させたような内容であるアルバム『Readymades』を発表した。同アルバムはアメリカで発売する時には名称を『Readymades And Then Some』に変更している。
ゼネラルモーターズ社が、テレビCMで「Pass It Along」（アルバム『ワッチュー・ゲット』収録曲）を使用するために支払われた10万ドルを、ゼネラルモーターズ社に対して環境保護のため告訴している組織へ寄付した。
同年、初めてのサウンドトラックをアレックス・コックス監督の映画『リベンジャーズ・トラジディ』に提供した。2003年には、1988年に発表したアルバム『English Rebel Songs 1381-1914』を再録音して発表した。
2004年、バンドはワールドミュージックに影響を受けたアルバム『Un』を発表した。このアルバムは、イラクの博物館がeBay上で略奪されていることに対する批判や無買日を歌う内容を含んでいた。

### No Mastersレーベル時代
2005年、チャンバワンバはバンドとしては活動を休止した。しかし、ボフ・ホエーリー、ルー・ワッツ、ジュード・アボット、ニール・ファーガソンは2005年から2006年にかけてイギリスとヨーロッパをツアーし続けた。アルバム『A Singsong and a Scrap』を録音したのはこのメンバーで、No Mastersレーベルから2005年後半にリリースされた。
残りのメンバーはバンドから脱退した形となり、アリスは演劇やテレビ・ラジオの脚本家となり、ハリーはアリスが脚本した演劇の音楽を作曲し、ダンバートは音楽活動を継続してソロ・アルバムをリリースしている。
2008年3月にアルバム『The Boy Bands Have Won』をリリース。
2010年3月1日にアルバム『ABCDEFG』をリリース。
2012年7月8日、同年末に解散することを発表した。

## バンド名
チャンバワンバとはどのような意味なのか、という質問に対し、バンドの公式回答は以下のようになっている。
チャンバワンバという言葉は何も意味がありません。私たちは「チャンバワンバ」という音が好きで名づけました。サッチャー・オン・アシッドはよいバンド名だと思いました。サッチャー政権が11年続いたのは彼らにとっては幸運でしたが、私たちは古くならないバンド名が欲しかったのです。

## メンバー

### 最終ラインナップ
- ボフ・ホエーリー (Boff Whalley) - ボーカル、ギター、ウクレレ、クラリネット (1982年-2012年)
- ルー・ワッツ (Lou Watts) - ボーカル、ギター、パーカッション、キーボード (1982年-2012年)
- ジュード・アボット (Jude Abbott) - ボーカル、リコーダー、トランペット (1996年-2012年)
- ニール・ファーガソン (Neil Ferguson) - ボーカル、ギター、ベース (1999年-2012年)
- フィル・ムーディ (Phil Moody) - アコーディオン、ボーカル (2007年-2012年)

### 旧メンバー
長期間在籍したメンバーのみ記述。
- ダンバート・ノバコン (Danbert Nobacon) - ボーカル、キーボード (1982年-2004年)
- ダンスタン・ブルース (Dunstan Bruce) - ボーカル、ベース、サックス、ターンテーブル、パーカッション (1982年-2004年)
- アリス・ナッター (Alice Nutter) - ボーカル、パーカッション (1983年-2004年)
- ハリー・ハーマー (Harry Hamer) - ボーカル、ドラム、プログラミング、パーカッション (1984年-2004年)
- メイヴィス・ディロン (Mavis Dillon) - ボーカル、トランペット、ホルン、ベース (1984年-1995年)
- ポール・グレコ (Paul Greco) - ベース (1992年-1999年)

## ディスコグラフィ

### スタジオ・アルバム
- Pictures of Starving Children Sell Records (1986年、Agit Prop)
- Never Mind the Ballots (1987年、Agit Prop)
- English Rebel Songs 1381-1914 (1988年、Agit Prop) ※2003年に再録音盤をMUTTから発売している
- Slap! (1990年、Agit Prop)
- Shhh (1992年、Agit Prop)
- 『アナーキー』 - Anarchy (1994年、One Little Indian/London)
- 『スウィンギン・ウィズ・レイモンド』 - Swingin' with Raymond (1995年、One Little Indian)
- 『タブサンパー』 - Tubthumper (1997年、EMI/Universal)
- 『ワッチュー・ゲット』 - WYSIWYG (2000年、EMI/Universal)
- Readymades (2002年、MUTT)
- Revengers Tragedy (2003年、MUTT) ※アレックス・コックス監督の映画『リベンジャーズ・トラジディ』サウンドトラック
- Un (2004年、MUTT/Koch/Edel)
- A Singsong and a Scrap (2005年、No Masters/Edel)
- The Boy Bands Have Won (2008年、No Masters)
- ABCDEFG (2010年、No Masters)

### ライブ・アルバム
- 『ショウビジネス〜チャンバワンバLIVE』 - Showbusiness! (1995年、One Little Indian)
- Get On with It Live (2006年、No Masters)

### コンピレーション・アルバム
- First 2 (1992年、Agit Prop/One Little Indian)
- 『アンイージー・リスニング〜アナーキー・ベスト』 - Uneasy Listening (1998年、EMI)
- Shhhlap! (2003年、MUTT)
- Another Decade Of The Same Old Shit (2021年)

### シングル
- "Revolution" (1985年)
- "We Are the World?" (1986年) ※A State of Mindとのスプリット盤
- "Smash Clause 28! Fight the Alton Bill!" (1988年)
- "I Never Gave Up" (1990年)
- "(Someone's Always Telling You How To) Behave" (1992年)
- "Enough Is Enough" (1993年)
- "Timebomb" (1993年)
- "Criminal Injustice" (1994年)
- 「ホモフォビア・シスター・ミックス」 - "Homophobia" (1994年)
- "Ugh! Your Ugly Houses!" (1995年)
- "Just Look at Me Now" (1996年)
- "Tubthumping" (1997年)
- 「ジャパン・オンリー・ミニ・アルバム〜記憶喪失」 - "Amnesia" (1998年)
- 「トップ・オブ・ザ・ワールド」 - "Top of the World (Olé, Olé, Olé)" (1998年)
- "Tony Blair" (1999年)
- 「フレンズ」 - "She's Got All the Friends That Money Can Buy" (2000年)
- "Jacob's Ladder (Not in My Name)" (2003年)
- "Home with Me" (2003年)
- "Salt Fare North Sea" (2003年)
- "On eBay" (2004年)
- "The Wizard of Menlo Park" (2004年)
- "Fade Away (I Don't Want To)" (2006年)
- "In Memoriam: Margaret Thatcher" (2013年)